# Exix columbica
Exix columbica är en stekelart som beskrevs av Mason 1981. Exix columbica ingår i släktet Exix och familjen bracksteklar. Inga underarter finns listade i Catalogue of Life.